# 松田翔太 (野球)
松田 翔太（まつだ しょうた、1990年5月17日 - ）は、大阪府箕面市出身の元プロ野球選手（投手）。左投左打。NPBでは育成選手であった。石川ミリオンスターズ時代の登録名は「翔太」。

## 経歴
小学3年時から北摂ドリームス小学部で本格的に野球を始め、箕面市立第二中学校では北摂ドリームスで投手として活躍。高校入学直前に一度は野球を辞めることを考えたが、石川県の金沢学院東高に野球留学することを決めた。
高校時代は、1年夏からベンチ入りした。高校2年生だった2007年の高校野球石川県予選で、チームを創立初となるベスト4に導く活躍を見せた。また9連続奪三振を記録した。2008年の高校野球石川県予選はベスト8に終わったが、大会屈指の左腕として注目を集めた。
周囲からは大学進学を勧められたが、「夢だった世界に入りたい」という思いから、2008年9月15日に大野練習場で行われた入団テストを受験。合格には至らなかったがスカウト陣がセンスを惚れ込み、育成枠の候補としてあげられた（この時唯一合格したのが4位に指名された申成鉉）。他にもロッテ・日本ハムの入団テストを受けていた。ちなみにロッテの入団テストには日生学園第三高（現・自由ヶ丘）の山林芳則と一緒に受けている。これらの経緯で、2008年10月30日のドラフト会議で広島東洋カープから育成選手として指名を受けた。
2009年シーズンは、二軍で10試合に登板するも防御率7.15、2010年シーズンは二軍で10試合に登板し防御率5.23であった。
2011年シーズンも二軍で16試合に登板し防御率4.09であった。同年10月13日に戦力外通告を受けた。11月7日、自由契約公示された。なお、オフには12球団合同トライアウトを受けた。
2012年2月、BCリーグの石川ミリオンスターズからドラフト指名を受け、2月27日入団発表された。登録名は「翔太」。オフにはBCリーグからの派遣でコロンビア・ウインターリーグに参加した。
2013年7月25日に福井ミラクルエレファンツへ移籍。登録名も本名に戻すことになった。
2014年シーズン終了後に現役引退を発表し、退団。

## 選手としての特徴・人物
体のバランスが良く、肘の使い方が上手い。持ち味は、最速143kmの直球と「中学から打たれたことがない」というパームボールなどの多彩な変化球である。反面、四死球が多いなど制球力に課題を残している。
多彩な投法で投げることができる器用な投手で、オーバースロー、スリークォーター、サイドスローに加えて、左腕では珍しいアンダースローでの投球も行うことができる。
遠縁の親戚には、元プロボクサーで俳優の赤井英和がおり、祖父の松田博文は1965年の世界柔道選手権68kg以下級の金メダリスト。「ケンカは苦手です」と笑うが、マウンド上では声を張り上げるなどの闘志を見せている。

## 詳細情報

### 年度別投手成績
- 一軍公式戦出場なし

### 独立リーグでの投手成績
| 年 度     | 球 団     | 登 板 | 完 投 | 勝 利 | 敗 戦 | セ 丨 ブ | 勝 率 | 打 者 | 投 球 回 | 被 安 打 | 被 本 塁 打 | 与 四 球 | 与 死 球 | 奪 三 振 | 暴 投 | ボ 丨 ク | 失 点 | 自 責 点 | 防 御 率 | W H I P |
| --------- | --------- | ----- | ----- | ----- | ----- | -------- | ----- | ----- | -------- | -------- | ----------- | -------- | -------- | -------- | ----- | -------- | ----- | -------- | -------- | ------- |
| 2012      | 石川      | 29    | 1     | 7     | 7     | 0        | .500  | 472   | 107.0    | 108      | 7           | 48       | 7        | 71       | 4     | 0        | 65    | 50       | 4.21     | 1.46    |
| 2013      | 石川      | 10    | 0     | 0     | 2     | 0        | .000  | 68    | 13.0     | 16       | 0           | 11       | 2        | 7        | 0     | 0        | 15    | 13       | 9.00     | 2.08    |
| 2013      | 福井      | 15    | 0     | 0     | 0     | 0        | ----  | 60    | 15.0     | 13       | 2           | 5        | 0        | 14       | 0     | 0        | 3     | 3        | 1.80     | 1.20    |
| '13計     | 福井      | 25    | 0     | 0     | 2     | 0        | .000  | 128   | 28.0     | 29       | 2           | 16       | 2        | 21       | 0     | 0        | 18    | 16       | 5.14     | 1.61    |
| 2014      | 福井      | 30    | 0     | 3     | 2     | 0        | .600  | 279   | 61.1     | 71       | 3           | 26       | 3        | 37       | 3     | 0        | 35    | 30       | 4.40     | 1.59    |
| 通算：3年 | 通算：3年 | 84    | 1     | 10    | 11    | 0        | .476  | 879   | 196.1    | 208      | 12          | 90       | 12       | 129      | 7     | 0        | 118   | 96       | 4.41     | 1.52    |

### 背番号
- 123 （2009年 - 2011年）
- 14 （2012年 - 2013年途中）
- 38 （2013年途中 - 2014年）

### 登録名
- 松田 翔太 （まつだ しょうた、2009年 - 2011年、2013年途中 - 2014年）
- 翔太 （しょうた、2012年 - 2013年途中）